# B&H Airlines
B&H Airlines — национальная авиакомпания Боснии и Герцеговины, прекратившая свою деятельность в 2015 году. Авиакомпания базировалась в международном аэропорту Сараево и выполняла регулярные рейсы в Амстердам, Белград, Копенгаген, Франкфурт, Гётеборг-Ландветтер, Стамбул-Ататюрк, Стокгольм-Арланда, Вену, Цюрих. Во флоте на момент закрытия числился 1 самолёт — ATR 72-212. По заявлению дирекции авиакомпании, причиной прекращения деятельности стала низкая окупаемость полётов при колоссальных затратах.

## Флот
На момент закрытия флот B&H Airlines состоял из одного самолёта: ATR 72–212, рассчитанного на 66 пассажиров. Ранее авиакомпания эксплуатировала помимо ATR 72 и другие самолёты: Airbus A319-100, ATR 42, Boeing 737-200, Boeing 737-400, CASA C-212 Aviocar, Fokker 50, McDonnell Douglas MD-80 и Як-42.

## Статистика
| 2005   | 2006      | 2007     | 2008    | 2009     | 2010     | 2011    | 2012     | 2013     | 2014     | 2015 Q1  |
| ------ | --------- | -------- | ------- | -------- | -------- | ------- | -------- | -------- | -------- | -------- |
| 24 906 | 59 792    | 68 222   | 61 904  | 87 158   | 138 241  | 129 435 | 59 697   | 31 705   | 35 606   | 3 604    |
|        | ▲ 140,1 % | ▲ 14,1 % | ▼ 9,2 % | ▲ 40,8 % | ▲ 58,6 % | ▼ 6,7 % | ▼ 53,6 % | ▼ 46,9 % | ▲ 12,3 % | ▼ 42,3 % |